# 흑조 (드라마)
《흑조》는 1981년 10월 10일에 방영된 TV문학관이다.

## 출연
- 안소영
- 오영갑
- 김순철
- 사미자
- 최정훈
- 박혜숙
- 정해창
- 백일섭
- 오중훈
- 안해숙
- 박선희
- 이상훈
- 김순구
- 이원종
- 임병기
- 임영식
- 안문숙
- 송경희
- 이여진